# Progress Quest

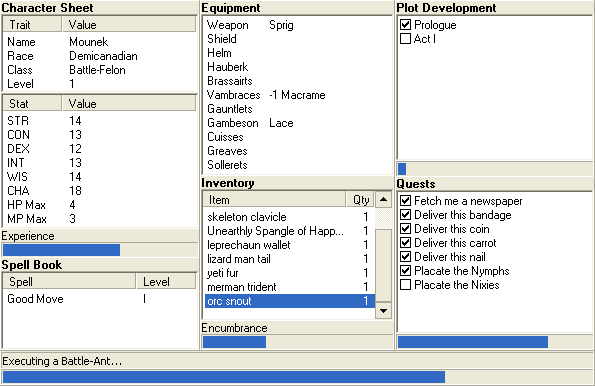
Progress Quest

Progress Quest is een computerspel voor Windows en Linux. Het is een parodie op EverQuest, een Massive Multiplayer Online Role Playing Game.
Aan het begin van het spel wordt de "speler" enkele keuzemogelijkheden geboden, zoals "ras" en "klasse". De geboden mogelijkheden zijn meestal absurd, zoals "Enchanted Motorcycle" (betoverde motorfiets), "Half Halfling" (halve hobbit) en "Lunatic Bastard".
Vervolgens speelt het spel zichzelf. De "speler" hoeft niets anders te doen dan te kijken naar de steeds verbeterende eigenschappen van zijn personage. Het personage komt monsters tegen, vindt verschillende spullen (items) en verdient ervaringspunten. 
Het spel is begin 2002 gepubliceerd door Eric Fredricksen. Fans van het spel completeerden de parodie door talloze enthousiaste "besprekingen" te schrijven op diverse populaire downloadsites en websites waar spellen worden gerecenseerd. Het spel kreeg op die plekken zo al gauw de hoogst mogelijke beoordeling.